# Пять ложек эликсира
«Пять ло́жек эликси́ра» (аббревиатура «ПЛЭ») — фантастический киносценарий Аркадия и Бориса Стругацких 1984 года.
Главный герой — «писатель средней руки» Феликс Снегирёв. Когда его сосед по дому Курдюков заработал пищевое отравление, Феликс исполнил его просьбу раздобыть некое лекарство и в результате оказался в эпицентре странных происшествий. Ночью в его квартире собрались пять человек, включая знакомую «ведьму-чаровницу» Наталью, и в результате оказалось, что все пятеро — бессмертные. Они сохраняют здравие души и тела, пока принимают таинственный эликсир, капающий с потолка пещеры в окрестностях города; его набирается только пять ложечек в три года и хватает лишь на пять человек. Феликсу предлагается занять место Курдюкова в кругу бессмертных, но писатель отказывается («Пушкин умер, а вы живы»). Выпроваживая незваных гостей, он со смехом клянётся хранить их тайну: величайшим счастьем всего человечества является то, что эликсир бессмертия достался откровенным ничтожествам, а не целеустремлённому властолюбцу.
Сценарий создавался как развитие одного из мотивов романа «Хромая судьба» для киностудии имени А. Довженко. В силу ряда причин постановка не состоялась, сценарий впервые был полностью напечатан в сборнике «Современная фантастика» в 1989 году, впоследствии трижды переводился на немецкий язык, а также издавался в переводах на чешский и литовский языки. В 1990 году по этому сценарию поставлен художественный фильм «Искушение Б.», вызвавший сдержанное одобрение Бориса Стругацкого, но проигнорированный критикой. «Пять ложек эликсира» включался во все собрания сочинений Стругацких.

## Сюжет
Время действия: «наши дни, поздняя весна» (то есть начало 1980-х годов). Место действия: «крупный город, областной центр на юге нашей страны». Главный герой: «писатель средней руки Феликс Александрович Снегирёв». С утра Снегирёв звонит своей знакомой — Наташе, — явно рассчитывая на романтическое свидание вечером. Отправляясь сдавать стеклотару, писатель становится свидетелем, как его знакомого — поэта Константина Курдюкова — увозит «Скорая помощь». В полубессознательном состоянии Курдюков умоляет Снегирёва попросить две капли какого-то «мафуссалина» у Ивана Давыдовича Мартынюка, «похожего на вурдалака». Снегирёв просьбу исполняет и обнаруживает, что его преследует некий тип в грязноватом клетчатом пиджаке. В течение дня Снегирёв трижды оказывается на волосок от смерти: машина наехала на ларёк для стеклотары, потом в него стреляют (писатель как раз в этот момент зашнуровывал ботинок), и некто пытается воткнуть ему в спину шило, застрявшее в куртке. Курдюков, выпущенный из больницы, болтает чепуху, а затем, брызгаясь, шипит: «Ты запомни, Снегирёв! Не было ничего, понял? Забудь!» Наконец, глубокой ночью к Снегирёву в квартиру являются Курдюков, Наталья («Прекрасная Женщина с огромными сумрачными глазами ведьмы-чаровницы, с безукоризненно нежной кожей лица и лакомыми губами»), Мартынюк и двое незнакомцев, включая типа в клетчатом. Он отзывается на кличку Ротмистр. После бурной перепалки (сверху даже пришёл сосед — скандалить) они объясняют Снегирёву, что Курдюков случайно открыл главному герою секрет источника бессмертия:

…Недалеко от города, в Крапивкином Яре, есть карстовая пещера, мало кому здесь известная. В самой глубине её, в гроте, совсем уж никому не известном, свисает со свода одинокий сталактит весьма необычного красного цвета. С него в каменное углубление капает эликсир жизни. Пять ложечек в три года. Этот эликсир не спасает ни от яда, ни от пули, ни от меча. Но он спасает от старения.<…> Беда, однако, в том, что ложечек всего пять. А значит, и бессмертных может быть только пять. Со всеми вытекающими отсюда последствиями.
Вторженцам в квартиру необходимо решить, кому — Курдюкову или Снегирёву — умереть, а кому продолжать принимать эликсир. Клетчатый — самый молодой из всей компании, бывший жандарм 1802 года рождения, старейший в компании — кулинар Павел Павлович — вообще вспоминает события XIII века. Бессмертные хотят решить вопрос голосованием: клетчатый на стороне Курдюкова, Наталья и кулинар — на стороне Снегирёва. Павел Петрович делает это из эгоистических соображений: Курдюков когда-то «у меня повара сманил, Жерарчика моего бесценного… Карточные долги я ему простил, пусть, но Жерара!» Решающий голос остаётся за Мартынюком — Магистром. Иван Давыдович философствует, что за пятьсот лет жизни «сделал сто семь открытий и изобретений. Я выделил фосфор на пятьдесят лет раньше Брандта, я открыл хроматографию на двадцать лет раньше Цвета, я разработал периодическую систему примерно в те же годы, что и Дмитрий Иванович…» Он явно хочет взять Снегирёва в компаньоны, ибо посвятил свою бесконечную жизнь синтезированию эликсира. Писатель ломает всю построенную мизансцену, ибо не выглядит испуганным или сломленным и отказывается играть по правилам, даже когда Павел Петрович меняет своё решение и голосует за Курдюкова. В ответ на сторону Феликса переходит клетчатый. Наконец писатель не выдерживает и выставляет из квартиры всю компанию:

Неужели же не понятно, что я скорее откушу себе этот мой длинный язык, чем хоть кому-нибудь раскрою такую тайну? Неужели же вы не способны понять, какое это счастье для всего человечества — что у Источника бессмертия собралась именно ваша компания, компания бездарей, ленивых, похотливых ослов… <…> Помыслить ведь страшно, что будет, если тайна раскроется и к Источнику прорвется хоть один настоящий, неукротимый, энергичный, сильный негодяй!.. Что может быть страшнее! Бессмертный пожиратель бутербродов — да это же огромная удача для планеты!

## История создания

### Ход работы над сценарием
В рабочем дневнике Стругацких первой половины 1980 года содержится недатированная реплика Бориса Натановича, сделанная в промежутке между встречами братьев: «У „бессмертных“, пьющих из Источника, накапливаются с веками болезни, и они становятся рабами источника: один раз пропустишь приём и — смерть в мучениях». Июлем того же года датирован перечень нереализованных сюжетов, составленных Борисом Стругацким; под № 10 (последним в списке) значится «Родник бессмертия». В данном перечне не обязательно содержались идеи главной сюжетной линии какого-либо произведения, многие замыслы входили в последующие вещи авторов как побочные. С осени 1981 года началась предметная работа над романом «Хромая судьба». В рабочем дневнике от 24 октября записан сюжет о писателе, разбирающем свои старые архивы и обнаружившем, что некоторые неосуществлённые сюжеты происходят в его собственной жизни здесь и сейчас. Далее предполагался список сюжетов, но первым и единственным пунктом там указан «Источник бессмертия», и список обрывался. 8 января 1982 года в дневнике вновь упоминается «Источник бессмертия», составленный сюжетный конспект не имел аналогов ни в рабочем дневнике, ни в ранних архивных материалах и, по-видимому, был разработан специально для «Хромой судьбы». Однако во второй главе романа, работа над которой шла в то время, сюжет об эликсире бессмертия оставался без развития: «Совершенно очевидно, что, не возникни позже у АБС надобности в написании сценария на более или менее оригинальную тему, сюжет… так и остался бы завязкой без развязки».
В октябре 1983 года в Киеве состоялся семинар по кинофантастике, куда по линии Госкино был командирован Аркадий Натанович Стругацкий. 11 октября старший Стругацкий зафиксировал в дневнике, что главный редактор киностудии Довженко Сосюра «прямо объявил, что он фантастику не любит». Тем не менее Аркадий Стругацкий возобновил знакомство с режиссёром Борисом Ивченко, для которого ещё в 1972 году писался сценарий «Понедельник начинается в субботу». В конце концов киностудия им. А. Довженко предложила поставить фильм по Стругацким с непременным условием, что это будет не экранизация, а фильм на основе оригинального сценария. Ивченко звонил Аркадию Стругацкому в Москву 24 октября 1983 года и просил ускорить процесс подачи заявки. 27 октября в дневнике содержится краткая запись: «Заявка на „Пять ложек эликсира“ и письмо Ивченко». Заявка в Киев была отправлена в тот же день:

Фильм мыслится в жанре фантастики. Действие происходит в наши дни и в нашей стране, в столичном городе, например в Киеве. Главный герой, средней руки писатель, по стечению обстоятельств оказывается втянут в странные и удивительные события.

<…> 

В окрестностях города в глубине древней пещеры существует так называемый Источник Бессмертия: кап-кап-кап — падает в каменное углубление живая вода. За год набирается её всего пять чайных ложечек, и только пять человек в мире знают об этом. Пока они пьют эту воду по ложечке в год, они бессмертны. И тянется эта история с незапамятных времён. Все пятеро выглядят сравнительно молодыми людьми, но на самом деле это глубокие старцы, пришельцы из чуждых нам веков. Они не похожи друг на друга, они ненавидят друг друга, но их объединяет одна тайна, являющаяся, по сути, осью их существования: монополия на бессмертие. На протяжении веков они бдительно и с успехом охраняли эту тайну, и вот из-за нелепой случайности в их замкнутый мирок попадает наш герой.

В декабрьском дневнике 1983 года указывается, что заявка принята была благосклонно, рекомендовалось подписать с авторами договор с предоставлением готового сценария к 1 марта 1984 года. Договор действительно был подписан в декабре; Борис Натанович высказывал свои сюжетные соображения в письме от 17 декабря 1983 года. Он полагал, что в сценарии следует сохранить уже написанные сцены из «Хромой судьбы», связанные с «мафусаллином» — эликсиром бессмертия, и усилить их новыми эпизодами. На данном этапе и в документах киностудии и в материалах Стругацких окончательно не устоялось название сценария: Аркадий Натанович использовал в переписке название «Пять ложечек» и аббревиатуру «ПКЭ» (видимо, означающую «Пять капель эликсира»). Концепцию сценария А. Стругацкий обсуждал с Б. Ивченко и редактором Е. Шандыбиной 4 января 1984 года. Работа над черновиком началась в Ленинграде 6 января, как обычно у Стругацких — с обсуждения, которое «обнаружило огромные трудности». В рабочем дневнике отмечено, что пять бессмертных персонажей олицетворяют определённые человеческие пороки. С 8 по 10 января соавторы работали над «сценической» частью с допросами и спорами о бессмертии, занявшей 30 страниц машинописного текста. Написание черновика возобновилось 27 января, когда Стругацкие сосредоточились на событиях, предшествующих появлению «бессмертных» в квартире писателя. В рабочем дневнике также уточняется, кто мог бы сыграть персонажей. Писатель — Андрей Мягков, маркитантка Наталья — Екатерина Васильева, патриарх-метрдотель — Валентин Гафт, ротмистр (он же соглядатай «Клетчатый») — Николай Ерёменко-младший или Александр Кайдановский, поэт Костя Кудинов — Альберт Филозов. 47-страничный черновик был завершён 29 января, работа над ним продолжалась. Например, на том этапе работы не устоялись имена главных и второстепенных персонажей, более или менее стабильными оставались их прозвища.

### Завершение работы
Обсуждение ещё не перебеленного сценария с Б. Ивченко и Е. Шандыбиной зафиксировано в дневнике под 9 февраля 1984 года. На следующий день соавторы начали работу над окончательным вариантом в Ленинграде. Подготовке чистовика предшествовали обширные дописки и вставки, особенно ближе к концу черновика, где были значительно расширены разговоры «бессмертных» с Феликсом, а также подготовлены наброски его финального монолога о полном ничтожестве пятёрки его визави. Предшествующая беловику версия сохранилась в полном первозданном виде. Чистовой вариант был отправлен на киностудию в трёх экземплярах 28 февраля; звонок от Ивченко, прочитавшего сценарий, последовал 14 марта. Редколлегия в Киеве собиралась 28 марта, заключение, датированное 2 апреля, уведомляло авторов, что работу нельзя считать завершённой. Основных претензий было четыре: во-первых, слишком затянут ввод главного героя в действие, события которого следовало расположить в хронологическом порядке. Во-вторых, недостаточно убедительным получилось соблазнение героя бессмертием. В-третьих, недостаточно акцентирована исходящая от каждого из «бессмертных» смертельная опасность для Феликса. И наконец, предлагается «поискать более точное решение финала». 12 апреля Стругацкие вносили правки в черновик (в последующей экранизации — «Искушение Б.» — ни одна из вставок не использована), доделка сценария возобновилась 24 апреля, когда Борис приехал к Аркадию Стругацкому в Москву. Новый вариант не вызвал замечаний у режиссёра, о чём написано в дневнике 29 мая. Однако на июньской редколлегии вызвал неприятие финал истории: «Либо требуют патетики, либо „роковая случайность“. Г…еды, не поняли самого главного». Заключение редколлегии датировано 27 июня, где повторены претензии к вялости развития событий в квартире Феликса и недостаточному ощущению исходящей от визитёров опасности. Главная претензия редакции носила идеологический характер: «Пороки, которые олицетворяет бессмертная пятёрка, далеко не безопасны, так как мешают движению человечества вперёд, отравляют нравственную атмосферу. Эту мысль, очевидно, и должен выразить главный герой». Аркадий Стругацкий, по-видимому, истолковал это как прелюдию к последующему отказу от сценария. Уже 16 июля автор отнёс два экземпляра рукописи в издательство «Знание» для альманаха фантастики на 1986 год.
Работа над исправлениями замечаний киевской киностудии должна была завершиться к 10 августа; обновлённая версия была отправлена почтой 31 июля. Ни один авторский черновик этой версии не сохранился; из сопутствующих материалов (включая дневниковые записи и переписку) следует, что в тексте были сокращены на 25 % диалоги и убраны все упоминания о курении, сигаретах и окурках. 14 августа в дневнике записано: «От Ивченко нет ни привета, ни ответа. Что бы это значило?» 3 сентября на имя Бориса Натановича (Аркадий Натанович отдыхал в Пицунде) пришло официальное письмо из Киева, где сообщалось, что сценарий отправлен на рецензию в Институт философии АН УССР. Заключение было подписано главой общества «Знание» УССР, членом-корреспондентом АН СССР В. И. Шинкаруком и датировано 10 октября 1984 года. Сценарий был объявлен «художественно слабым», снимать фильм на его основе не рекомендовалось: «В нём неизбежны идейно-нравственные просчёты». Студийное заключение последовало 2 ноября; констатировалась «творческая добросовестность авторов на всех этапах работы над сценарием», но дальнейшая работа признавалась нецелесообразной «по идейно-художественным мотивам». 9 ноября Аркадий Натанович записал в дневнике: «Конец комедии». Далее, в 1987 году, братья-соавторы, отвечая на вопросы читателей журнала «Уральский следопыт», так охарактеризовали историю со сценарием: «…Студия имени Довженко заказала нам сценарий на произвольную тему, по нашему выбору, лишь бы фантастический. Мы с большим воодушевлением взялись за дело и написали „Пять ложек эликсира“ — о реликтовых людях, живущих и функционирующих среди нас в наши дни. Как можно было заключить из отзывов, сценарий этот очень понравился на студии, а затем тогдашнее руководство её отдало нашу работу на рецензию в Киевский институт философии, в результате чего работа была зарублена».
В последующие годы писатели несколько раз предлагали свой сценарий другим киностудиям. Такие попытки предпринимались в феврале 1985 года (Киностудия имени Горького, режиссёр Владимир Фокин) и в последующие месяцы, чуть ли не «с изящной мыслью сделать мюзикл». В мае 1986 года киновед Юлий Смелков предложил рекомендовать Аркадия Стругацкого одной из руководителей Госкино Г. В. Сенчаковой. Некоторое время шли переговоры с театром имени Гоголя о сценической постановке, потребовавшей некоторой доработки текста. Лишь в 1989 году удачно завершились переговоры с хозрасчётной студией «Латерна Магика», изначально заинтересовавшейся сценарием «Туча», но к ноябрю перешедшей к рассмотрению «Пяти ложек эликсира». Авторы сразу получили гонорар, режиссёром был назначен Аркадий Сиренко.

### Издания
В издательстве «Знание» киносценарий опубликовать не удалось. 5 марта 1985 года в дневнике Аркадия Стругацкого зафиксирован интерес к сценарию редакции журнала «Изобретатель и рационализатор». Публикация намечалась на лето, но требовались сокращения текста. Цензура была пройдена к 14 июня, в работу пошла машинопись, сокращённая до 60 страниц (площади, зарезервированные под фантастику, оказались ограниченными, а публикации с продолжением не приветствовались). Публикация состоялась в номерах 7 и 8 и на следующие три года оказалась единственной. В результате сокращений осталось только шесть действующих лиц: писатель и бессмертные, в то же время Аркадий Стругацкий не допустил почти ни одной смысловой нестыковки.
Судя по исследованию текстолога С. Бондаренко, для книжных изданий использовалась машинопись беловика, в которой во множестве имелись опечатки и неточности. Например, в версии сборника «Современная фантастика» (издательство «Книжная палата», 1988) значится «богомол-еретик» вместо «богомил-еретик», повторённая позже ещё в нескольких изданиях, включая «Миры братьев Стругацких». В 1990 году под эгидой издательства «Наука» вышел сборник сценариев «Пять ложек эликсира», макет которого был подготовлен фирмой «Айсберг-полиграфик» московского обкома ВЛКСМ. В этом издании не обозначены ни редактор, ни корректор, и в результате в книге представлены все ошибки и опечатки, имевшиеся в рукописи. Данный текст стал основой версии «Миров братьев Стругацких». В перестроечную эпоху «Пять ложек эликсира» печатались в журнале «Советский Союз» (№ 3—8, 1989), в коллективном сборнике «Проба личности» (Москва, «Известия», 1991) и в виде отдельного издания (Таллин, «Вероника», 1991). В собрании сочинений Стругацких издательства «Текст» сценарий вошёл в дополнительный том вместе с пьесой «Жиды города Питера…» (1993). В «Мирах братьев Стругацких» текст сценария публиковался вместе с московскими главами «Хромой судьбы», соответствующий том вышел в 1998 году и допечатывался до 2005 года. В «чёрном» собрании сочинений издательства «Сталкер» сценарий вошёл в десятый том, печатался с учётом издания «Текста», и эта версия сценария публиковалась в различных многотомниках и персональных книжных сериях Стругацких. Для полного 33-томного собрания сочинений группы «Людены» текст готовился по рукописям, ставшими доступными для редакторов. Текст с комментариями вышел в 26-м томе.

## Литературные особенности
Биограф Ант Скаландис называл «Пять ложек эликсира» пьесой, соответствующей канонам жанра, что доказала и кинопостановка 1990 года. Впервые Стругацкие создали сценарий для кинематографа «с нуля», и сценарий получился «славный». Составители сборника «Современная фантастика» (1988) именовали текст «киноповестью» и определяли «Пять ложек эликсира» как «прекрасный образец реалистической фантастики», в котором единственное сказочное допущение — эликсир жизни — выступает в качестве «прожектора, высвечивающего души человеческие до самого дна». Польские литературоведы Войцех Кайтох и Лех Келлер приводили «ПЛЭ» в качестве примера использования рационального фантастического элемента: Стругацкие и в своём сценарии проводили литературный эксперимент, исследуя человеческое поведение во время встречи с неизвестным. Встречались и прямо противоположные мнения: в «Энциклопедии фантастики» под редакцией Вл. Гакова говорится, что в «Пяти ложках…» «явственно отразились приметы определённого творческого кризиса бесспорных лидеров отечественной НФ». Рецензент немецкого перевода «Fünf Löffel Elixier» Карстен Крушел определял жанр произведения как повесть (используя русское слово в немецком тексте: «нечто среднее между романом и длинным рассказом») в форме киноповествования, преимущественно состоящего из диалогов. По мнению критика, текст этот наполнен человеконенавистничеством, ибо «благословенные вечной жизнью» собрали в себе всё то отвратительное, что свойственно всему человечеству.
По словам редакторов полного собрания сочинений Стругацких С. Бондаренко и В. Курильского, «Пять ложек эликсира» — это зависимое от «Хромой судьбы» («ХС») произведение, которое, однако, создавалось тогда, когда «прозаического аналога в полном и связном виде не существовало вообще». Сюжетная завязка содержится во второй главе «ХС», в соответствии с авторским замыслом в романе данная линия обрывалась, оставалась незавершённой и непрояснённой. Сами Стругацкие рассматривали «Пять ложек…» несколько выше других образцов своей кино- и сценической драматургии. Отвечая на вопросы читателей «Уральского следопыта» в 1987 году, Аркадий и Борис Стругацкие поместили в интервью список своих произведений, в который из сценариев включены только «Пять ложек эликсира».
Биографы Стругацких — историк Д. Володихин и писатель Г. Прашкевич, напротив, утверждали, что у сценария нет «материнского» текста, «Пять ложек эликсира» лишь частично тяготеют к «Хромой судьбе» и только в завязочной части. В известном смысле претекстом «Пяти ложек…» явилось чапековское «Средство Макропулоса», но с добавлением характерной для Стругацких проблематики нравственного выбора. Согласно Володихину и Прашкевичу, генеральный этический смысл киносценария просматривается в действиях главного героя-писателя: он отказывается от соблазна бесконечного продления жизни, ибо обретение такого блага «уничтожит его нравственную чистоплотность». Литературовед А. Е. Нямцу отмечал, что для человеческого бытия бессмертие противоестественно, что и является одним из важных оснований для героя-писателя отвергнуть это состояние. Для него жизнь немыслима без дружбы и любви, тогда как бессмертие предполагает бегство от любимых и скрытность от любых властей. Возможность обретения бессмертия выявляет и низость души персонажей, поэтому писатель сообщает, что по-настоящему страшно, если возможностью бессмертия овладеет «хоть один настоящий, неукротимый, энергичный, сильный негодяй». Поэт и критик Николай Калиниченко пошёл дальше, усмотрев в тексте «ПЛЭ» (характеризуемого в жанровом отношении как рассказ) порицание стремления к вечной молодости. «Заветный источник в данном случае всего лишь символ искушения, которому поддаются слабые духом».
Литературовед Андрей Рогачевский (Университет Глазго) также считал «Пять ложек эликсира» развитием одного из сюжетов «Хромой судьбы», специально сосредоточившись на инверсиях, сопровождающих переделку вставного романного сюжета в киносценарий. Главный герой сохранил «птичью» фамилию, но из Сорокина сделался Снегирёвым, также он моложе своего романного прототипа примерно на пятнадцать лет и находится во много лучшей физической форме. Его антипод Костя Кудинов получил сниженную фамилию Курдюков (этимологию «Кудинова» Рогачевский выводил от татарского кудай, что означает «Бог», ссылаясь на справочник фамилий А. Х. Халикова). Хранитель тайны эликсира, стремящийся воспроизвести его свойства и работающий в некоем секретном институте, из Мартинсона сделался Мартынюком, предположительно чтобы усилить реалистичность и правдоподобие мизансцен с его участием. Длинный ряд его открытий, оставшихся никому не известными, а также служба при дворе Рудольфа II, вероятно, отсылает к чапековскому «Средству Макропулоса». Из прочих бессмертных, отсутствующих в сюжете «Хромой судьбы», появляются тип в клетчатом — «Ротмистр», метрдотель из облюбованного Снегирёвым ресторана и любовница писателя Наташа, которая в синопсисе Сорокина именуется Катей, но никаких семейных и школьных связей между персонажами авторы оставлять не стали. Интрига разворачивается медленно, максимального напряжения действие достигает во время ночного визита бессмертных в квартиру Феликса.
Трактовка бессмертия в сценарии Стругацких своеобразна. С точки зрения уральских исследователей Е. Ю. Погорельской и Л. С. Чернова, обычный человек в повседневности ведёт себя так, как если бы намеревался жить вечно. Проблема смертности возникает лишь «в чрезвычайных обстоятельствах, которые нормальными не назовёшь». В результате для персонажей киноповести вечность существует сугубо количественно, как длящаяся вереница дней, наполненная основным субъективным качеством человека, которое в результате господствует почти абсолютно. Иван Давыдович прямо говорит, что, когда «обыкновенный серенький человечек волею судьбы обретает бессмертие, он с неизбежностью превращается через два-три века в мономана». Отсюда эротомания Натальи (начинавшей свою жизнь маркитанткой в рейтарском обозе) и превращение семисотлетнего гурмана Павла Петровича во «вкусовой пупырышек». Такая перспектива не устраивает писателя Снегирёва: «…бессмертие повторяемых фактов и событий само по себе не такая уж ценность». Писатель Сергей Алхутов обращал внимание, что для творчества Стругацких с его генеральной темой выбора (не только между «явным добром и очевидным злом») присуща дихотомичность, заведомая дуальность. Единственный пример приведения героя к третьей из двух возможностей представлен как раз в полупьесе-полуповести «Пять ложек эликсира»: писатель Снегирёв превращается в хранителя тайны источника бессмертия в Крапивкином Яру, чтобы туда не смог прорваться никакой негодяй-властолюбец. Впрочем, дальнейшего развития «идея третьего из двух» в творчестве Стругацких так и не получила.
В целом Войцех Кайтох сводил основу сценария к одному из мотивов «Хромой судьбы» и трактовал текст сугубо как «литературную забаву», «возникшую на полях более важной работы». В диссертации И. В. Нероновой «Пять ложек эликсира» характеризуется как «глава-фантазм» романа «Хромая судьба». Литературный прототип предполагает двойную интерпретацию текста, когда события вокруг главного героя могут истолковываться мистически (эликсир бессмертия существует, и с ним как-то связан сосед-поэт) или сугубо материалистически (есть «секретный институт, о котором и знать-то не положено»). В сценарии можно получить дополнительную интерпретацию случившегося с главным героем романа (Сорокиным, а не Снегирёвым), задумавшим произведение, в котором фигурирует эликсир бессмертия, доступный только пяти человекам. Профессор В. П. Изотов (Орловский государственный университет) рассматривал сценарий «ПЛЭ» как своего рода автопаратекст романа «Хромая судьба», то есть продукт авторской рефлексии собственных произведений, примерно так же сценарий характеризовала израильская исследовательница Илана Гомель.

## Экранизации и другие постановки
После ряда неудачных переговоров с разными киностудиями, в 1990 году успешно завершился проект «Искушение Б.» (буква «Б» в названии обычно расшифровывалась не только как «бессмертие», но и, например, «будущее»). В роли старейшины бессмертных — Магистра — Олег Борисов, Князя — Владимир Зельдин, Маркизы — Наталья Гундарева, Басаврюка — Станислав Садальский, Ротмистра — Александр Пашутин, писателя — Лембит Ульфсак. Аркадий Стругацкий приглашался летом 1990 года на предварительный просмотр чернового материала. 26 июня в дневнике записано: «Я дал свои замечания (слишком сжата экспозиция, плохо обусловлен полуфинал, когда динозавры уходят). А вообще мне понравилось. Очень хороши актёры». Премьера киноверсии состоялась 26 апреля 1991 года, но Аркадий Натанович тяжело болел и зафиксировал в дневнике первый показ со слов режиссёра. Фильм прошёл почти незамеченным из-за экономического кризиса и политических потрясений в стране.
Биограф Ант Скаландис называл фильм «самым непрофессиональным из всех», хотя отмечал хороший актёрский состав («какое созвездие!») и то, что режиссёр не стал портить диалоги самих Стругацких. «Однако в этом фильме, к сожалению, совсем нет кино как такового. Попытка режиссёра сделать псевдоисторические заставки и вставки успехом не увенчалась, единственная натурная сцена непонятно зачем нужна вообще, а девяносто процентов действия происходит в одной комнате. Такое кино по силам только мастерам уровня Хичкока или Бергмана», а получился в итоге телеспектакль. Редакторы полного собрания сочинений Стругацких С. Бондаренко и В. Казаков отмечали, что «Искушение Б.» «нельзя отнести к вершинам мирового кинематографа», впрочем, выделяя фильм, ибо «режиссёр не стал использовать исходную работу Стругацких как пьедестал для демонстрации собственных эстетических или мировоззренческих принципов». Борис Стругацкий в «Комментариях к пройденному» называл фильм «неплохим», отмечая: «Отличные актёры. Точная режиссура… Крепкая „четвёрка“, на мой взгляд, что, согласитесь, немало. (Как говаривала наша мама, старая учительница: „Четвёрка — хорошая отметка. Её надо заслужить“.)»
А. Рогачевский высоко оценивал «Искушение Б.», обратив внимание на бережное обращение режиссёра с авторским сценарием. Сокращению подверглись сцены, не работающие напрямую на сюжет (например, выступление Снегирёва на читательской конференции), а также сцены с попытками убийства писателя, поскольку на экране они выглядели бы нарочитыми, надуманными. Пролог и финальные сцены фильма не имеют аналогов в сценарии и обозначены критиком как «свежие». «Искушение Б.» начинается с поединка на мечах рыцарей в доспехах — видимо, за право владеть пещерой с Живой Водой. Данная сцена «не выглядит неуместной», ибо в далёком прошлом сверхъестественные явления воспринимались большинством людей как само собою разумеющееся. Далее зритель переносится в квартиру Снегирёва, и этот эпизод обеспечивает связь между сценой с рыцарями и основным действием. Писатель ремонтирует квартиру своими силами, а в перерыве по телевизору выступает Кашпировский, что намекает на грядущую фантасмагорию и готовит к ней зрителя. Финальная сцена сильнее всего отступает от сценария: если в литературной основе после изгнания бессмертных к Снегирёву приходит дочь с внуками, то в фильме они только упоминаются (в другом месте), а Феликс обнаруживает у себя на столе склянку с некой жидкостью. Это можно понимать так, что Мартынюк всё-таки синтезировал эликсир, оставив его для Снегирёва. По мнению А. Рогачевского, эта сцена позволяет объяснить название фильма: в течение всего действия писатель противостоял «Искушению А.» (обретение бессмертия за счёт чужой жизни), но сможет ли противостоять следующему по счёту искушению, которое не потребует от него становиться убийцей? Далее следует видение Феликса, примеряющего мантию (бессмертные время от время предстают в костюмах времени их молодости), но оно сменяется изображением писателя, работающего над чем-то на своей пишущей машинке. Финал открытый, в духе оригинального творчества Стругацких, но признан неубедительным для зрителя. В то же время такая концовка признаётся А. Рогачевским «более достойной, чем предсказуемое морализаторство „Пяти ложек эликсира“».
В 2012 году была создана дипломная работа выпускника ВГИК Тимура Шина — под названием «6», по его собственному сценарию, в главной роли — Валерий Гаркалин. Фильм демонстрировался только на фестивале российского кино «Окно в Европу», вызвав нелестные комментарии. Высказывалось мнение, что «попытка придать третьесортной драматургии Стругацких актуальности» провалилась из-за отсутствия «вкуса и свежих мыслей» у сценариста-режиссёра. «Если художнику и оператору недостаёт элементарного профессионализма, а режиссёру плохо даётся работа с актёрами — разве бюджет спасёт?» Кинокритик Лидия Маслова называла фильм «необъяснимым», не понимая необходимости интерпретации уже использованного кинематографистами сценария как «трэш-комедии». Вероятно, автор был искренне убеждён, что «он смотрит на проблему выбора между нормальной человеческой жизнью и инфернальным бессмертием такими глазами, какими никто и никогда не смотрел и не посмотрит». Это характеризуется как «дебютантская претензия на небывалую психологическую глубину».
В 1991 году была осуществлена чешская радиопостановка по сценарию Либора Дворжака. Режиссёр Хана Кофранкова, в ролях: Иржи Загайский (писатель Феликс Снегирёв), Ян Пршеучил (Мартынюк — Магистр), Яна Андресикова (Наталья — Маркиза), Карел Гержманек (Курдюков — Басаврюк), Йозеф Сомр (метрдотель), Петр Чепек (Ротмистр), Люба Крбова (дочь Снегирёва Лиза) и другие. В начале 1990-х годов в репертуаре Мариинского театра «Жёлтое окошко» в числе первых постановок оказались и «Пять ложек эликсира» Стругацких. По воспоминаниям основателя и главного режиссёра театра Петра Зубарева, работа осуществлялась «очень грубыми мазками, дерзко, на одном драйве». В тот период театр считался любительским и не имел даже собственного помещения. Интерес к постановке сценария «Пять ложек эликсира» и вообще драматургии Стругацких в рамках театрального фестиваля «Науруз» (Казань, 2018) высказал колумбийский режиссёр Алехандро Гонсалес Пуче. Язык Стругацких и их образную систему режиссёр считает сложными для переноса на испанский язык и на латиноамериканскую сцену. Драматургические произведения он именовал «написанными так же замечательно, как и фантастические рассказы» Стругацких.